# Heinz Roy
Heinz Roy (obersorbisch Hinc Roj; * 6. Dezember 1927 in Zimpel, Landkreis Rothenburg (Ob. Laus.); † 10. November 2019 in Klitten) war ein deutsch-sorbischer zeitgenössischer Komponist.

## Leben
Heinz Roy wuchs in der Oberlausitz auf. Sorbische Einflüsse bilden die Basis seines musikalischen Schaffens. Nach der Flucht aus der Kriegsgefangenschaft 1945 wurde Roy Lehrer in Brandenburg/Havel. Nach Lodenau versetzt, fand er in Fritz Reuter einen Förderer und Lehrer, ohne dass die dualistisch-polare Musiktheorie des Regerschülers oder die „Praktische Harmonik des 20. Jahrhunderts“ seinen eigenen Stil dogmatisierten. Roy arbeitete kompositorisch und musikerzieherisch, er war an mehreren Schulen des Kreises als Musiklehrer tätig. 1989 wurde er Rektor und Bürgermeister in Klitten. 1992 quittierte er nach zwei Herzinfarkten den Schuldienst.

## Leistungen/Werke
Sorbische Einflüsse finden sich in den Drei Sonetten für Sopran und Klavier op. 65 nach Texten des Nationaldichters Jakub Bart-Ćišinski, den Sorbischen Tänzen op. 49 oder dem Concerto grosso nach sorbischen Volksliedern op. 57 sowie Chorwerken, die zudem DDR-bezogene Thematik aufnehmen.
Besondere Bedeutung kommt den religiös motivierten Werken zu, zum Beispiel der mit „Credo“ überschriebenen „Lausitzer Messe“ op. 125, einem „Requiem“, dessen „Dona nobis pacem“ „eine Forderung an die göttliche Vorsehung auf Frieden“ ist. Von Roys fünf Sinfonien ist die „Fünfte“, mottohaft mit „Stalingrad“ überschrieben, der Bewältigung der Kriegserlebnisse verpflichtet. Konzerte sowie Variationen nach Themen runden das kompositorische Spektrum ab.